# 由規
由規（よしのり、本名：佐藤 由規〈さとう よしのり〉、1989年12月5日 - ）は、宮城県仙台市出身の元プロ野球選手（投手）、プロ野球コーチ。右投左打。
NPB入り後から一貫して由規の登録名を使用している。実弟の（佐藤）貴規も野球選手で、一時は東京ヤクルトスワローズに兄弟揃って在籍していた。

## 経歴

### プロ入り前
小学校4年生の時に野球を始める。仙台市立北仙台中学校1年生だった2002年には、リトルリーグの仙台東リーグの一員として全国制覇。その後、仙台東は日本代表としてアジア大会を勝ち進み、世界大会に進出。初戦の対ロシア戦に先発した由規は大会10年ぶりとなるノーヒットノーランを達成し、最終的にチームは決勝でアメリカ代表に0-1で敗れる。由規の中学校には野球部があったが、シニアリーグの仙台西部に所属して野球を続け、学校内では陸上部に所属した。
2005年に仙台育英学園高等学校へ入学したが、入学当初の球速は130km/hに満たず、三塁手の控えだった。1年の秋に140km/hを記録し、2年夏の選手権から投手として3期連続で甲子園に出場。通算では5試合に登板、4試合で2桁奪三振。2年夏の選手権宮城大会決勝戦では、東北高校に引き分け再試合を含む24イニング374球を投げ優勝した。3年夏の甲子園では、智弁学園との2回戦の4回裏に155km/hを計測。さらに、2007年の日米親善試合で、高校時代の自己最速記録157km/hを計測する。

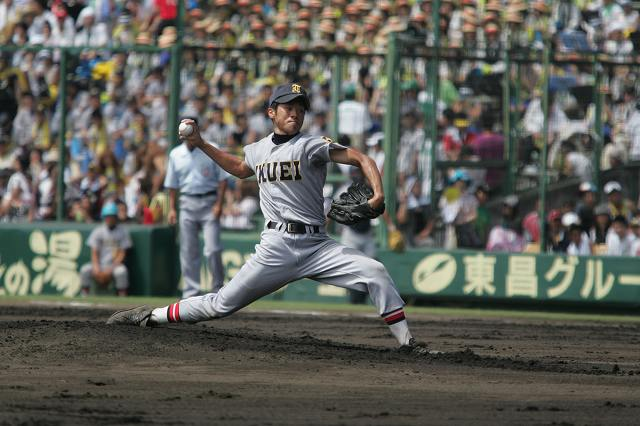
2007年の仙台育英高校時代

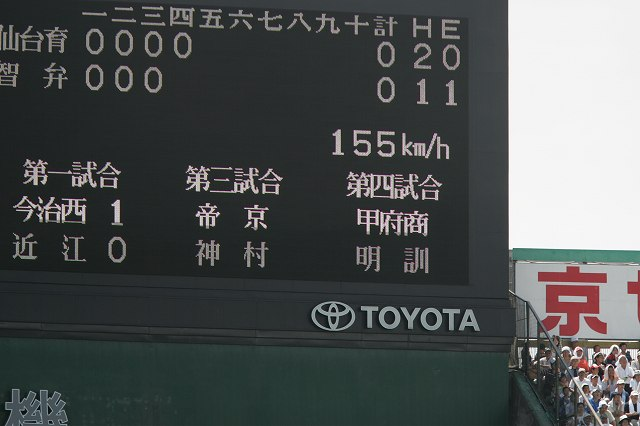
2007年全国高校野球選手権大会 155km/hを計測

2007年のNPB高校生ドラフトでは、中田翔（大阪桐蔭）や唐川侑己（成田）と共に「高校ビッグ3」とも言われ、地元球団の東北楽天ゴールデンイーグルスのほか、東京ヤクルトスワローズ、横浜ベイスターズ、中日ドラゴンズ、読売ジャイアンツの5球団が1巡目で指名し、ヤクルトが独占交渉権を獲得した。

### ヤクルト時代
背番号「11」に合わせた2007年11月11日に、契約金1億円に出来高分5000万円、年俸1500万円（金額は推定）で仮契約、同音異字で投手出身の佐藤義則が当時北海道日本ハムファイターズでコーチを務めていたことから、名前の由規のみを登録名に使用することも決まった。

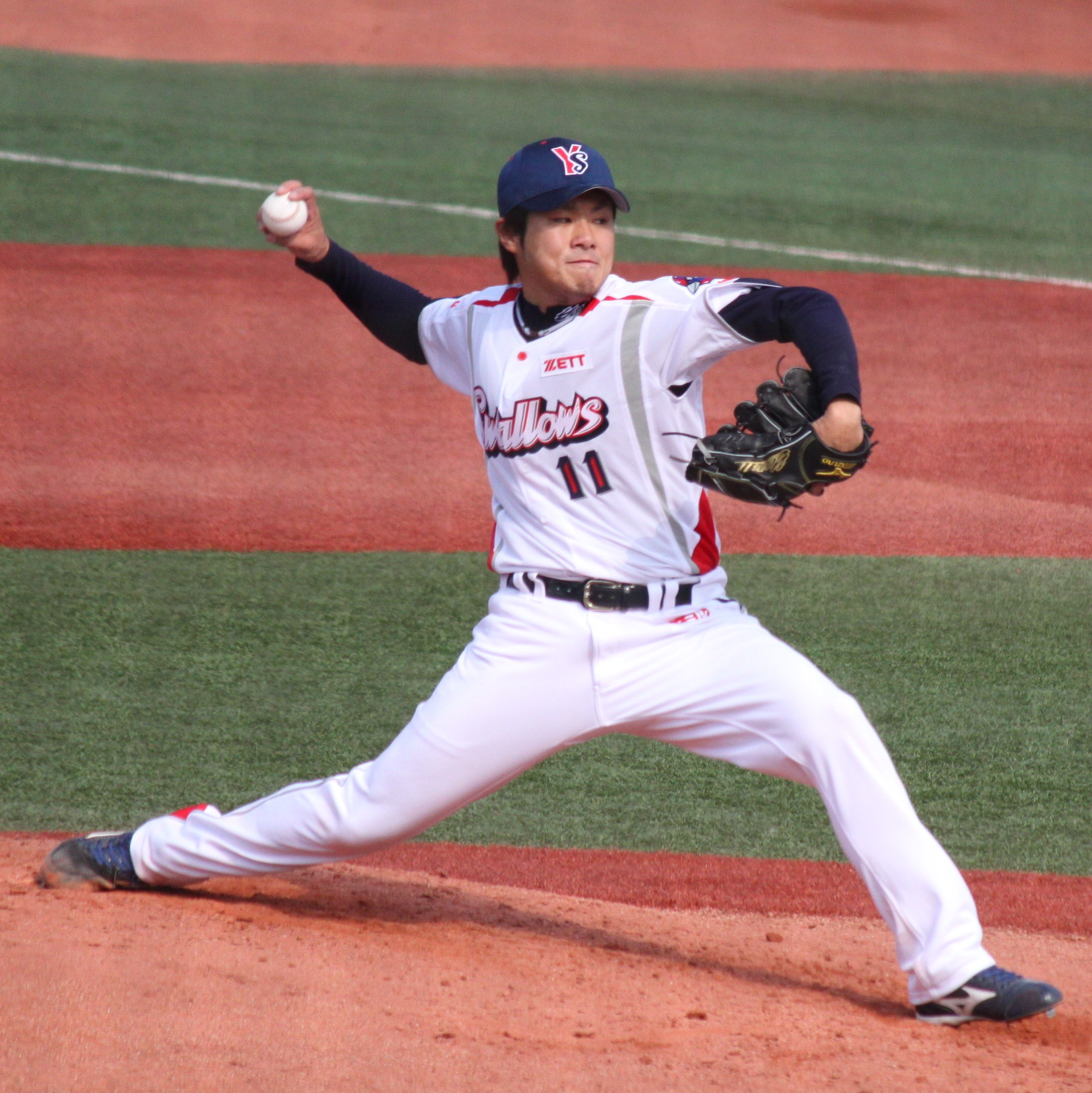
東京ヤクルトスワローズ時代
（2010年4月3日、明治神宮野球場にて）

2008年には、高卒の新人投手ながら一軍の春季キャンプに抜擢されたが、2月末に左足首痛を発症。発症当初に軽症と診断されたことから、オープン戦にも登板したが、公式戦の開幕当初は二軍でリハビリに専念していた。4月13日のイースタン・リーグ公式戦で実戦に復帰し、リーグトップの8勝で最多勝。8月2日には、地元の宮城県に隣接する山形県の山形蔵王タカミヤホテルズスタジアムで開かれたフレッシュオールスターゲームで、同リーグ選抜の一員として登板した。8月30日の対横浜戦（横浜スタジアム）で、先発投手として一軍公式戦にデビュー。次に先発登板した9月6日の対巨人戦（神宮球場）では、6回3失点、2被安打8奪三振で一軍公式戦初勝利、犠牲フライで初打点。この勝利によって対巨人戦におけるチームの連敗を8で止めたが、次の対戦（9月14日）では6回3失点で一軍初敗戦投手となる。シーズン通算では、一軍公式戦6試合に登板、2勝1敗、防御率4.55。
2009年には、公式戦の開幕から一軍の先発ローテーションの一角を担った。19歳3か月で迎えた4月4日に、阪神タイガースとの開幕カード第2戦（甲子園）で先発し、6回1失点でシーズン初勝利。4月26日の対横浜戦（横浜）では、ストレートで157km/hを計測。もっとも、右手の指に血豆ができやすく、前半戦では投球中に血豆が潰れ戦線を離れることがあり、セントラル・リーグの監督推薦選手として初めて選ばれたオールスターゲームでも、選出の直後に血豆が潰れてリーグ戦への登板予定を回避した影響で、第2戦に代走として出場するだけにとどまった。シーズン通算では一軍公式戦22試合に登板し5勝10敗、チームの一軍投手陣で唯一2桁敗戦。
2010年にも、前年に続いて、一軍公式戦の開幕カード第2戦（対巨人戦）に先発し8回1失点でシーズン初勝利、以降の先発登板試合で4連敗する。一時は二軍での再調整し、セ・パ交流戦中に一軍へ復帰、7月29日の対広島東洋カープ戦で日本人投手最速となる158km/hを記録するのと同時に一軍公式戦での初完投勝利（9回3失点）、8月5日の対中日戦（いずれも神宮）では初完封勝利。8月26日の対横浜戦（神宮）5回表にスレッジへの5球目で自身の日本人投手最速記録を更新する161km/hを計測。シーズン通算では規定投球回に到達し、プロ3年目で自身初の2桁勝利（12勝9敗）を記録した。
2011年地元・仙台が東日本大震災に被災する。開幕から一軍ローテーションに入り、交流戦中に脇腹を痛め戦線を離脱するが、オールスターには、セ・リーグ先発投手部門のファン投票1位で2度目の出場。9月に右肩の張りで再度離脱し、右肩の腱板を傷めていることが後に判明した。一軍公式戦通算で15試合に登板し7勝6敗、プロ入り後最高の3完投勝利、防御率2.86を記録した。
2012年には、前年の故障の影響で、開幕を二軍でスタート。公式戦開幕直後の4月に右肩の違和感を訴えると、5月に左すねを剥離骨折する。プロ入り後初めて一軍公式戦で登板がなく、イースタン公式戦は1試合（3イニング）の登板のみだった。
2013年には、春季キャンプを二軍でスタート。キャッチボールでも50メートル程度の距離しか投げられないほど、右肩痛の回復が思わしくないことから、公式戦開幕直後の4月上旬に右肩のクリーニング手術を受けた。全治に6か月を要するほどの重症だった ため、手術後は実戦へ復帰せず、右肩のリハビリに専念した。
2014年には、6月14日にイースタン・リーグ チャレンジ・マッチのフューチャーズ戦で792日ぶりに実戦登板。1回を無失点に抑えるとともに、故障明けながら、最高球速155km/hを記録した。後に、イースタン・リーグ公式戦5試合へ登板。1勝0敗、防御率2.45を記録したが、一軍への復帰には至らなかった。
2015年には、オープン戦の開幕投手として、2月22日の対日本ハム戦（浦添市民球場）に先発。オープン戦としては自身1069日ぶりの登板ながら、2回を無失点に抑えたほか、ストレートで最速151km/hを記録した。また、レギュラーシーズンでは、イースタン・リーグ公式戦6試合に登板。1勝1敗、防御率3.33という成績を残したが、4年連続で一軍公式戦への登板を果たせなかった。11月12日の契約更改では、育成契約へ移行するとともに、育成選手に関するNPBの規定に沿って背番号を「121」へ変更した。
2016年には、育成選手として、イースタン・リーグ公式戦9試合に登板。38イニングで36奪三振、防御率3.79という成績を残した。7月5日に支配下選手へ復帰するとともに、背番号を「11」に戻す と、7月9日の対中日戦に先発投手として登板。一軍公式戦では2011年9月3日の対巨人戦（いずれも神宮）以来1771日ぶりの登板だったが、6回途中6失点という内容で敗戦投手になった。しかし、7月24日の対中日戦（ナゴヤドーム）で5回1/3を2失点に抑えると、前述の巨人戦以来1786日ぶりの勝利を挙げた。結局、復帰後は一軍公式戦5試合に登板。2勝3敗、防御率4.56という成績を残した。
2017年には、公式戦の開幕を二軍で迎えたものの、イースタン・リーグ公式戦では開幕から5月上旬までに4試合の先発登板で3勝0敗、防御率1.04と好調。4月28日の対横浜DeNAベイスターズ戦では、二軍ながら、2013年の右肩手術後初めての完封勝利を挙げた。5月5日の対DeNA戦（横浜）で、先発投手として一軍公式戦でのシーズン初登板。手術後初めて、登板間隔を中6日にまで短縮したが、3回1/3を投げ、3失点で黒星を喫した。しかし、10日間の二軍調整 をはさんで臨んだ5月17日の対巨人戦（東京ドーム）では、7回を被安打2の無失点と好投。最速で152km/hのストレートを含め、150km/h台の球速を10度計測した末に、一軍での同カードおよび、東京ドームでの一軍公式戦では6年（2011年9月3日以来2083日）ぶりの勝利を挙げた。一軍公式戦全体では、中6日先発のペースを維持するまでには至らなかったものの、10試合の登板で前年を上回る成績（3勝5敗、防御率4.31）を残した。
2018年には、春季キャンプを3年ぶりに一軍でスタート。オープン戦での先発登板でも好調を維持したため、公式戦の開幕を7年ぶりに 一軍で迎えた。4月1日には、DeNAとの開幕カード第3戦（神宮）に先発。この試合では4回5被安打4与四球3失点の乱調で黒星を喫した ものの、4月22日に神宮球場で再び催された同カードでは、6回2/3を106球で1安打に抑える好投でシーズン初勝利を挙げた。しかし、6月2日の対楽天戦（楽天生命パーク宮城）での投球中に右肩へ違和感を訴えたため、4回裏まで投げたところで急遽降板。この登板を境に実戦から遠ざかった ため、一軍公式戦全体では、7試合の登板で1勝2敗。前述の対楽天戦以降は二軍でのリハビリに専念していたが、右肩の状態が思わしくないことから、球団では「早期の回復は困難」と判断。シーズン最終盤の10月2日に戦力外通告を受けた。ヤクルトは球団内にポストを用意する意向を示したが、由規がNPB他球団での現役続行を強く希望したため退団した。その後は、11月13日の12球団合同トライアウト（タマホームスタジアム筑後）への参加を見送る一方で、他球団からのオファーに備えてリハビリを続けていた。

### 楽天時代（日本）
2018年11月15日に、地元球団の東北楽天ゴールデンイーグルスが育成契約で由規と合意したことを発表した。登録名はヤクルト時代と同じく由規で、背番号は123。2007年のNPBドラフト会議1巡目で由規を指名しながら交渉権を獲得できなかった楽天は、この年まで投手としてヤクルトに在籍していた石井一久GM の下で、由規と10年越しの契約に至った。
2019年には、春季キャンプから右肩のリハビリに専念 すると、5月17日のイースタン・リーグ対西武戦に救援投手として実戦に復帰。ストレートで最速151km/hを記録する投球で、2回を無失点で切り抜けた末にセーブを記録した。その後の試合にも主に救援で登板していたが、6月2日には、千葉ロッテマリーンズとの同リーグ公式戦に先発で登板。3回を無安打無失点に凌いだことを皮切りに、熊原健人→久保裕也への継投でノーヒットノーランを達成した。イースタン・リーグ公式戦で7月下旬までに通算7試合（12イニング）の登板で1点も許さなかったこと から、GMの石井は、先発要員として一軍に復帰させることを視野に由規の支配下選手登録を決断。7月28日には、支配下選手契約への移行で合意したことや、背番号を63に変更することが球団から発表された。翌7月29日付で、支配下登録選手としてNPBから公示。9月26日、対西武戦（楽天生命パーク。2019年のレギュラーシーズン最終戦であった）で9回に1イニングを投げて、481日ぶりの1軍復帰登板を果たした。最速150km/hを記録するなど1回無安打無失点2奪三振の好投で、試合後に「原点に返って気持ちで抑えに行く、久々に体で感じれた」「（ファンの大歓声は）聞こえてました、はっきり。こみ上げてくるものはありましたが、抑えることが仕事なので。とりあえず落ち着いていこうと。去年の今頃は試合で投げてない。プロ野球選手としていられるかという状態。拾って頂いた楽天イーグルスに本当に感謝です」と述べた。
2020年は一軍登板はなく、11月5日に戦力外通告を受けた。10日、自身のSNSアカウントを更新し、「自分の中で肉体的にも精神的にもまだまだ投げられる」ということから現役続行の意向を示し、12球団合同トライアウト参加を考えている声明を出した。

### BC・埼玉時代
2021年1月24日、ベースボール・チャレンジ・リーグ（ルートインBCリーグ）の埼玉武蔵ヒートベアーズに入団することが、球団より発表された。4月3日の開幕戦となる対栃木ゴールデンブレーブス戦（熊谷さくら運動公園野球場）に先発し、6回を投げて1失点で勝利投手となった。以降も勝利を積み重ね、4月、5月の2か月連続で東地区投手部門の月間MVPに選出され、6月終了までに8勝を挙げる活躍を見せる。6月から防御率を悪化させ、7月以降は1勝も挙げられなかったものの、8勝は東地区最多勝利数であり、埼玉武蔵の地区初優勝の原動力となった。シーズン終了後の12月21日、2022年シーズンから投手コーチを兼任することが発表された。
2023年シーズンも先発として10試合に登板し、6勝3敗の成績を残していた。7月1日付で退団。

### 楽天時代（台湾）
2023年7月1日に中華職業棒球大聯盟(CPBL)の楽天モンキーズへ移籍することが発表された。8月28日にCPBL初登板を果たすも、1/3回を3安打2失点と結果を残せず、翌29日に1軍登録を抹消され、30日に解雇された。

### BC・埼玉復帰
2023年9月15日、球団から投手コーチとして復帰することが発表された。2024年3月時点で球団ウェブサイトには「投手コーチ兼投手」と記載されており、引き続き現役選手である。
2024年9月19日、明治神宮野球場で開催のヤクルト対広島20回戦の試合前、ヤクルト球団設立55周年企画として行われた始球式「レジェンドOBファーストピッチ」に現役選手でありながら登場した。ヤクルト時代にバッテリーを組んだことのある川本良平を捕手にして131km/hの直球を投げ込んだ。スパイクではなくアップシューズを履いていた影響もあり、「悔しいですね。ちょっとひっかけたっす」と振り返った。この始球式で「神宮で始まり、神宮で終わるのが一番きれいじゃないかなと思った」と引退を決断し、シーズン終了後の10月8日に、現役引退と退団が埼玉球団より発表された。10月16日に引退会見を開き、「何も悔いはない。本当によくやったなと自分を褒めてあげたい」と現役生活を締めくくった。最終年は11試合の登板中、10試合に先発し、3勝6敗、防御率5.05の成績だった。

### 現役引退後
10月31日、2025年シーズンから古巣である東京ヤクルトスワローズの二軍投手兼育成担当コーチに就任する事が発表された。背番号は91。

## 選手としての特徴
仙台育英高校時代からスリークォーターの速球投手として名高く、夏の選手権全国大会期間中に放送される『熱闘甲子園』（朝日放送テレビ・テレビ朝日の共同制作による大会ダイジェスト番組）で、在学中に「みちのくのプリンスK」という称号が付けられたこともある。ヤクルトへの入団後も、最速161km/hを記録したストレートを駆使することで、被本塁打数が少なく奪三振数が多いことが特徴。2011年頃までの平均球速は約149km/h であったが、後に右肩を何度も痛めた影響で、2016年以降は140km/h台の中盤に収まっている。
ストレート以外にもスライダーとフォークボールを投げる が、スライダーのキレが鋭い一方で、四球や暴投が多い。相川亮二が捕手としてヤクルトに在籍していた時期には、相川から球威を認められる反面、与四球の多い制球の不安定さを危惧されていた。（高校時代から）そこでその年の交流戦を終えた頃に、他球団のエース級投手の映像もチェックしてみるよう勧められたことがある。それまで自分の投球映像を、ただ確認していただけの由規には涌井秀章の頭のブレの少なさから目線を崩さない力感の少ないフォームと、力いっぱい速い球を投げようとして頭や目線が大きく動く自分のフォームとの違いを認識できたのは新鮮な試みであった。また相川にも一緒に観てもらったことで、映像を注意深く観察する大事さを教えられている。
投手としては比較的珍しい右投げ左打ちである。これは生来、左利きであるが、兄のおさがりのグローブを使っていたため右投げとなったものである。左でも遠投60mを投げることが出来る。

## 家族
兄の史規（ひさのり）は東北高校野球部OB・弟の貴規は仙台育英高校硬式野球部のOBで、高校時代には由規と同じく、甲子園球場の全国大会へ出場。2017年からは、「TFUクラブ」（東北福祉大学硬式野球部のOBを中心に結成された日本野球連盟所属のクラブチーム）で揃ってプレーを続けている。
史規は東北高校時代に、控え捕手としてダルビッシュ有の球を受けていた。由規は、ヤクルトで右肩手術を受けた後の2015年シーズン終了後に、当時テキサス・レンジャーズへ在籍していたダルビッシュの自主トレーニングに初めて参加。2016年シーズンからは、ダルビッシュの調整法を取り入れている。
貴規は、2012年から由規と同じヤクルトへ所属していたが、育成選手のまま2014年に球団から戦力外通告。2015年から2年間は、BCリーグ福島ホープスのレギュラー外野手として活躍する一方で、NPBへの復帰を目標に12球団合同トライアウトへの参加を続けていた。2016年限りで福島を退団してから、2017年2月にNPBへの復帰を断念することを宣言したが、史規の紹介で翌3月からTFUクラブに所属している。
父は有限会社宮城観光タクシーの代表取締役である。由規のヤクルト在籍中には、登録名と支配下登録選手としての背番号にちなんで、チームカラーである紺色のボンネットに「11 YOSHINORI」というロゴが白く描かれたタクシーを自社で運行していた。由規が楽天へ移籍した2019年以降も、「11」を消しただけで運行を続けている。
2011年3月11日に発生した東日本大震災では、地元および実家が被災したものの、家族は全員無事だった。しかし、仙台育英高校時代にバッテリーを組んでいた1年先輩の斎藤泉が、居住地の宮城県石巻市で行方不明となり、4月27日に同市内で遺体で発見された。生前に由規の家族とも交流があったことから、発見の直後には父が弔問の折に由規のサインやヤクルトのユニフォームを霊前へ供えた。由規自身も、同月27日の対巨人戦（草薙球場）に先発で勝利すると、救援登板の林昌勇から譲り受けたウイニングボールを斎藤の遺族へ直々に届けることを表明し、霊前に供えた。

## 人物
ドラフト会議でヤクルトに指名された後の記者会見では、家族に対する感謝を述べた際に、家族が目に入ったことから号泣し、入団が決まった後の激励会でも泣いたことから、「泣き虫王子」「号泣（剛球）王子」と呼ばれる。
ヤクルトへの入団1年目の2008年には、一軍公式戦での通算投球回数を29回2/3にとどめることで、2年目以降に新人王を受賞できる権利を残した。同年10月8日の対横浜戦では、完投勝利ペースだったが、当時の一軍投手コーチ荒木大輔は、完投した場合に通算投球回が30回を超えることを承知していて、由規に「完投と新人王どっちがいい？」と尋ねたところ、由規は「新人王です」と即答し、8回1失点で降板する。もっとも、2009年には新人王選考の記者投票で3位の6票にとどまる。
ヤクルト時代の2009年からは、森永製菓との間で、「ウイダーサポート選手」としての契約を締結。漫画『ストライプブルー』に、主人公の兄（ヤクルトの抑え投手）と親しいという設定で、実名で登場。また、2012年5月23日にリリースされたNHK東日本大震災復興応援ソング『花は咲く』（花は咲くプロジェクト）に、ボーカルとして参加している。
ヤクルト時代に支配下選手契約から育成選手契約へ移行した際には、支配下登録選手時代の背番号（11）の2乗に当たる数字（121）を、育成選手としての背番号に採用した。ヤクルト球団では、由規が支配下登録選手へ復帰するまで、背番号11を空き番号として扱っていた。そのため、2016年の復帰を機に、背番号を11に戻した。2018年の戦力外通告でも、由規が現役引退を決意した場合に備えて引退セレモニーの開催や球団職員としての再契約を打診するなど、由規をチームの功労者として扱う姿勢を示していた。

## 詳細情報

### 年度別投手成績
| 年 度     | 球 団     | 登 板 | 先 発 | 完 投 | 完 封 | 無 四 球 | 勝 利 | 敗 戦 | セ 丨 ブ | ホ 丨 ル ド | 勝 率 | 打 者 | 投 球 回 | 被 安 打 | 被 本 塁 打 | 与 四 球 | 敬 遠 | 与 死 球 | 奪 三 振 | 暴 投 | ボ 丨 ク | 失 点 | 自 責 点 | 防 御 率 | W H I P |
| --------- | --------- | ----- | ----- | ----- | ----- | -------- | ----- | ----- | -------- | ----------- | ----- | ----- | -------- | -------- | ----------- | -------- | ----- | -------- | -------- | ----- | -------- | ----- | -------- | -------- | ------- |
| 2008      | ヤクルト  | 6     | 5     | 0     | 0     | 0        | 2     | 1     | 0        | 0           | .667  | 118   | 29.2     | 21       | 4           | 8        | 0     | 2        | 28       | 3     | 0        | 16    | 15       | 4.55     | 0.98    |
| 2009      | ヤクルト  | 22    | 21    | 0     | 0     | 0        | 5     | 10    | 0        | 0           | .333  | 520   | 121.0    | 109      | 9           | 57       | 0     | 5        | 91       | 5     | 0        | 61    | 47       | 3.50     | 1.38    |
| 2010      | ヤクルト  | 25    | 25    | 2     | 1     | 0        | 12    | 9     | 0        | 0           | .571  | 724   | 167.2    | 158      | 11          | 74       | 4     | 8        | 149      | 8     | 0        | 78    | 67       | 3.60     | 1.38    |
| 2011      | ヤクルト  | 15    | 15    | 3     | 1     | 0        | 7     | 6     | 0        | 0           | .538  | 425   | 100.2    | 84       | 6           | 41       | 1     | 8        | 83       | 5     | 0        | 34    | 32       | 2.86     | 1.24    |
| 2016      | ヤクルト  | 5     | 5     | 0     | 0     | 0        | 2     | 3     | 0        | 0           | .400  | 120   | 25.2     | 26       | 1           | 20       | 0     | 1        | 18       | 2     | 0        | 16    | 13       | 4.56     | 1.79    |
| 2017      | ヤクルト  | 10    | 10    | 0     | 0     | 0        | 3     | 5     | 0        | 0           | .375  | 234   | 54.1     | 48       | 4           | 33       | 0     | 0        | 46       | 0     | 0        | 29    | 26       | 4.31     | 1.49    |
| 2018      | ヤクルト  | 7     | 7     | 0     | 0     | 0        | 1     | 2     | 0        | 0           | .333  | 155   | 34.1     | 34       | 4           | 20       | 0     | 1        | 37       | 1     | 0        | 17    | 17       | 4.46     | 1.57    |
| 2019      | 楽天(E)   | 1     | 0     | 0     | 0     | 0        | 0     | 0     | 0        | 0           | ----  | 3     | 1.0      | 0        | 0           | 0        | 0     | 0        | 2        | 0     | 0        | 0     | 0        | 0.00     | 0.00    |
| 2023      | 楽天(M)   | 1     | 0     | 0     | 0     | 0        | 0     | 0     | 0        | 0           | ----  | 5     | 0.1      | 3        | 0           | 0        | 0     | 0        | 1        | 0     | 0        | 2     | 1        | 27.00    | 9.00    |
| NPB：8年  | NPB：8年  | 91    | 88    | 5     | 2     | 0        | 32    | 36    | 0        | 0           | .471  | 2299  | 534.1    | 480      | 39          | 253      | 5     | 25       | 454      | 24    | 0        | 251   | 217      | 3.66     | 1.37    |
| CPBL：1年 | CPBL：1年 | 1     | 0     | 0     | 0     | 0        | 0     | 0     | 0        | 0           | ----  | 5     | 0.1      | 3        | 0           | 0        | 0     | 0        | 1        | 0     | 0        | 2     | 1        | 27.00    | 9.00    |

- 2023年度シーズン終了時
- 各年度の太字はリーグ最高
- 表中の「楽天(E)」はNPBの東北楽天ゴールデンイーグルス、「楽天(M)」はCPBLの楽天モンキーズ

### 年度別守備成績
| 年 度 | 球 団    | 投手  | 投手  | 投手  | 投手  | 投手  | 投手     |
| 年 度 | 球 団    | 試 合 | 刺 殺 | 補 殺 | 失 策 | 併 殺 | 守 備 率 |
| ----- | -------- | ----- | ----- | ----- | ----- | ----- | -------- |
| 2008  | ヤクルト | 6     | 5     | 2     | 0     | 1     | 1.000    |
| 2009  | ヤクルト | 22    | 7     | 14    | 3     | 1     | .875     |
| 2010  | ヤクルト | 25    | 11    | 27    | 2     | 1     | .950     |
| 2011  | ヤクルト | 15    | 4     | 14    | 1     | 0     | .947     |
| 2016  | ヤクルト | 5     | 1     | 6     | 2     | 0     | .778     |
| 2017  | ヤクルト | 10    | 6     | 8     | 2     | 0     | .875     |
| 2018  | ヤクルト | 7     | 2     | 6     | 0     | 0     | 1.000    |
| 2019  | 楽天     | 1     | 1     | 0     | 0     | 0     | 1.000    |
| 通算  | 通算     | 91    | 37    | 77    | 10    | 3     | .919     |

- 2020年度シーズン終了時

### 表彰
- イースタン・リーグ最多勝利 （2008年）

### 記録
投手記録
- 初登板・初先発登板：2008年8月30日、対横浜ベイスターズ19回戦（横浜スタジアム）、1回2/3を6失点（自責点5）
- 初奪三振：同上、1回裏に内川聖一から空振り三振
- 初勝利・初先発勝利：2008年9月6日、対読売ジャイアンツ19回戦（明治神宮野球場）、6回3失点
- 初完投勝利：2010年7月29日、対広島東洋カープ13回戦（明治神宮野球場）、9回3失点7奪三振
- 初完封勝利：2010年8月5日、対中日ドラゴンズ16回戦（明治神宮野球場）、5被安打8奪三振

打撃記録
- 初打点：2008年9月14日、対読売ジャイアンツ22回戦（東京ドーム）、5回表に高橋尚成から左犠飛
- 初安打：2010年7月4日、対中日ドラゴンズ11回戦（秋田県立野球場）、2回裏に中田賢一から左前2点適時打

その他の記録
- オールスターゲーム出場：2回 （2009年、2011年） ※2009年は平成生まれ初の出場

### 独立リーグでの投手成績
| 年 度     | 球 団     | 登 板 | 先 発 | 完 投 | 完 封 | 無 四 球 | 勝 利 | 敗 戦 | セ 丨 ブ | ホ 丨 ル ド | 勝 率 | 打 者 | 投 球 回 | 被 安 打 | 被 本 塁 打 | 与 四 球 | 敬 遠 | 与 死 球 | 奪 三 振 | 暴 投 | ボ 丨 ク | 失 点 | 自 責 点 | 防 御 率 | W H I P |
| --------- | --------- | ----- | ----- | ----- | ----- | -------- | ----- | ----- | -------- | ----------- | ----- | ----- | -------- | -------- | ----------- | -------- | ----- | -------- | -------- | ----- | -------- | ----- | -------- | -------- | ------- |
| 2021      | 埼玉      | 15    | 15    | 0     | 0     | 0        | 8     | 3     | 0        | 0           | .727  | 321   | 75.0     | 76       | 9           | 27       | -     | 5        | 52       | 9     | 0        | 45    | 43       | 5.16     | 1.37    |
| 2022      | 埼玉      | 12    | 9     | 0     | 0     | 0        | 5     | 3     | 0        | 0           | .625  | 264   | 58.1     | 66       | 6           | 23       | -     | 1        | 45       | 7     | 0        | 38    | 27       | 4.17     | 1.53    |
| 2023      | 埼玉      | 10    | 10    | 0     | 0     | 0        | 6     | 3     | 0        | 0           | .667  | 269   | 62.2     | 58       | 4           | 20       | -     | 1        | 47       | 4     | 0        | 27    | 17       | 2.44     | 1.24    |
| 2024      | 埼玉      | 11    | 10    | 0     | 0     | 0        | 3     | 6     | 0        | 0           | .333  | 212   | 46.1     | 61       | 2           | 11       | -     | 2        | 42       | 7     | 0        | 37    | 26       | 5.05     | 1.55    |
| 通算：5年 | 通算：5年 | 48    | 44    | 0     | 0     | 0        | 22    | 15    | 0        | 0           | .595  | 1066  | 242.1    | 261      | 21          | 81       | -     | 9        | 186      | 27    | 0        | 147   | 113      | 4.20     | 1.41    |

- 2024年度シーズン終了時

### 背番号
- 11（2008年 - 2015年、2016年7月5日 - 2018年）
- 121（2016年 - 同年7月4日）
- 123（2019年 - 同年7月28日[35]）
- 63（2019年7月29日[35] - 2020年）
- 18（2021年 - 2023年6月30日、2024年）
- 15（2023年7月2日 - 同年8月30日）
- 91（2025年[58] - ）

### 登録名
- 由規 （よしのり、2008年 - ）

### 登場曲
- 「Sit! Stay! Wait! Down!」 安室奈美恵
- 「YEAH-OH」 安室奈美恵
- 「Hero」 安室奈美恵